# Konak (Sarajevo)

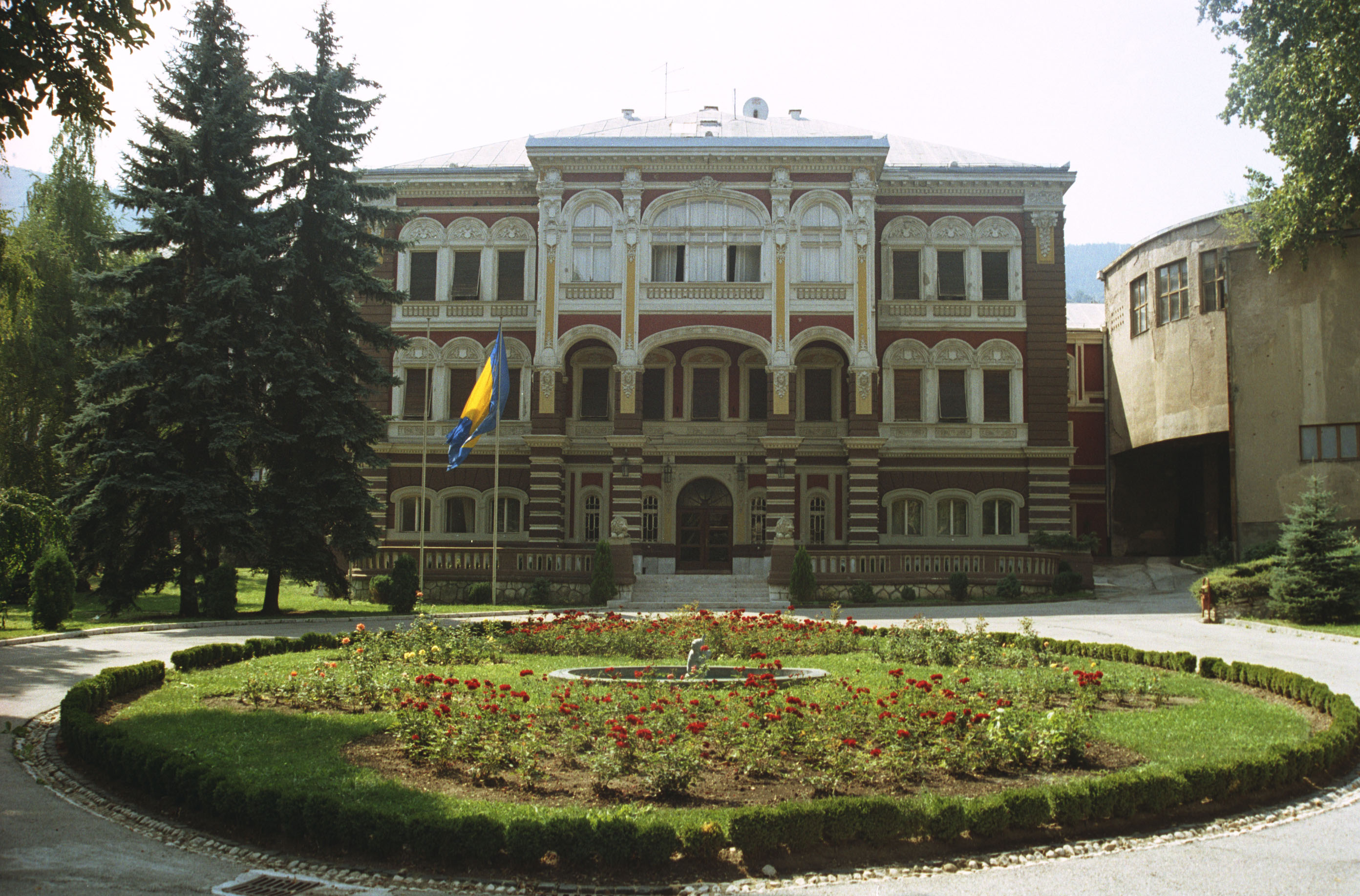
Außenansicht des Konak (2021)

Der Konak (bosnisch Konak na Bistriku) ist ein 1869 von Topal Šerif Osman Pascha errichteter Gouverneurssitz (Konak) in der bosnischen Hauptstadt Sarajevo. Er befindet sich auf Höhe der ehemaligen Kaiserbrücke über die Miljacka in der Nähe der Brauerei Sarajevo. Der Konak diente den Osmanen als Palast des Gouverneurs der osmanischen Provinzen Bosnien und Herzegowina.

## Geschichte
Die Osmanen bauten vor 1462 im heutigen Sarajevo ein Serail (bosnisch saraj, osmanisch سرای İA Sarāy) als Gouverneurs-Residenz, das der Stadt ihren Namen gab. In der Geschichte Sarajevos wurden insgesamt drei Serails gebaut, die alle den Flammen zum Opfer fielen. Das unter Topal Šerif Osman Pascha 1869 fertiggestellte Gebäude war das vierte und letzte Serail und erhielt vom Volk den Namen konak (osmanisch قوناق İA ḳonaḳ).

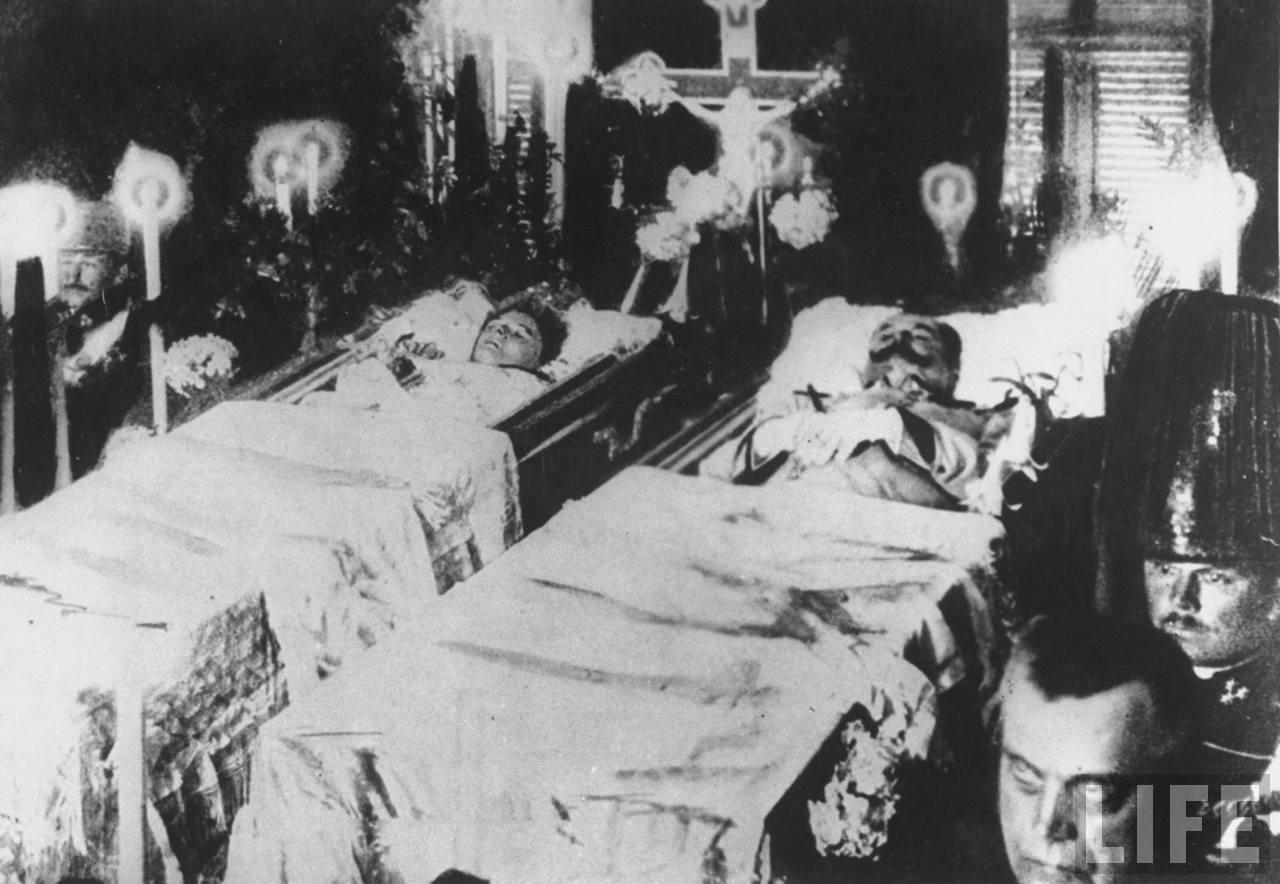
Aufbahrung der Leichname von Erzherzog Franz Ferdinand und Herzogin Sophie im Konak von Sarajevo (1914)

Bis 1914 war der Konak Amtssitz des österreichisch-ungarischen Landeschefs (Gouverneurs) für Bosnien und die Herzegowina, Oskar Potiorek. Berühmtheit erlangte der Konak als Sterbeort des Erzherzogs Franz Ferdinand und seiner Frau Sophie, die dort infolge ihrer beim Attentat von Sarajevo erlittenen Verletzungen verstarben. Die beiden Leichen wurden im Konak auch obduziert und konserviert, zudem wurden ihnen dort Totenmasken abgenommen. Nach einer öffentlichen Aufbahrung im Konak wurden die beiden Särge am Abend des 29. Juni vom Konak zum Bahnhof Sarajevo-Bistrik geleitet, von wo aus sie per Eisenbahn und Schiff nach Wien überführt wurden. 
Heute wird der Konak vom bosnischen Staatspräsidium für repräsentative Zwecke, vorwiegend Staatsempfänge, genutzt.